# François Grosse-Durocher
François Grosse-Durocher, né le 20 novembre 1746 à Chantrigné, mort le 14 décembre 1820, Chantrigné, est un homme politique français.

## Biographie
Il est avant la Révolution française, propriétaire et cultivateur à Lassay-les-Châteaux. Il adopte les idées nouvelles, et se montre très hostile aux prêtres et aux nobles. Il devient, en juillet 1790, administrateur du département de la Mayenne.
Aux Élections législatives de 1791, il est élu le quatrième des députés mayennais à l'Assemblée législative. Il approuve la suppression des titres de « sire » et de « majesté »
Il vote les décrets de novembre contre les émigrés et les prêtres insermentés. Le 4 septembre 1792, réélu par le même département aux Élections législatives de 1792, membre de la Convention, il prend place parmi le banc de la Montagne. Au procès de Louis XVI, au 3e appel nominal, il répond : Pour sauver ma patrie et punir le tyran, je vote la mort.. 
En avril 1793, il s'oppose à la mise en accusation de Jean-Paul Marat. Il ne prend part active aux événements du 31 mai et du 2 juin, mais les approuve de son vote. 
Ainsi, lorsque quelques jours plus tard, le 7 juin, deux administrateurs de la Mayenne viennent protester contre les violences dont la Convention avait été l'objet, Grosse-Durocher et François Joachim Esnue-Lavallée les traitent de contre-révolutionnaires, d'aristocrates puants,. Par leurs démarches et leur dénonciation, ils empêchent ces deux administrateurs d'obtenir des ministres et du comité de salut public l'assistance qu'ils étaient venus demander contre les chouans.
Grosse-Durocher est absent, au mois de frimaire an III, lors du vote sur la mise en accusation de Jean-Baptiste Carrier. Le 13 germinal an III, il se défend de l'accusation de terroriste que Jean-Baptiste Michel Saladin avait portée contre lui. Il obtient, sur la proposition de Jean-Lambert Tallien, l'ordre du jour pur et simple. Le 17 du même mois, il demanda avec Laurent Lecointre l'appel nominal sur le décret de déportation de Billaud-Varennes, Collot d'Herbois, Bertrand Barère et Marc-Guillaume-Alexis Vadier. 
La Convention dissoute, il se fixe à Mayenne où il se signale, dans la nuit du 29 au 30 pluviôse an IV, lorsque les chouans manquent de s'emparer de la ville. 
Peu de temps après, il se retire définitivement à Chantrigné, dans ses propriétés. Ses obsèques, en 1820, furent purement civiles.